# Лудош
Лудош (рум. Ludoș) — село у повіті Сібіу в Румунії. Адміністративний центр комуни Лудош.
Село розташоване на відстані 238 км на північний захід від Бухареста, 24 км на північний захід від Сібіу, 97 км на південь від Клуж-Напоки, 136 км на захід від Брашова.

## Населення
За даними перепису населення 2002 року у селі проживала 531 особа.
Національний склад населення села:
| Національність | Кількість осіб | Відсоток |
| -------------- | -------------- | -------- |
| румуни         | 491            | 92,5%    |
| цигани         | 36             | 6,8%     |

Рідною мовою назвали:
| Мова      | Кількість осіб | Відсоток |
| --------- | -------------- | -------- |
| румунська | 506            | 95,3%    |
| циганська | 22             | 4,1%     |